# Districtul Radkersburg
 Districtul Radkersburg  are în anul 2009 o populație de 23.162 loc., ocupă suprafața de 336 km², fiind situat în sud-estul  landului Steiermark din Austria.

## Localitățile districtului
Districtul cuprinde 19 comune, două orașe și șase târguri, nr. de locuitori apare în parateză
| Orașe - Bad Radkersburg (Ungültiger Metadaten-Schlüssel 61513Kategorie:Wikipedia:Fehler in Vorlage Metadaten Einwohnerzahl#Ungültiger Metadaten-Schlüssel 61513) - Mureck (Ungültiger Metadaten-Schlüssel 61511Kategorie:Wikipedia:Fehler in Vorlage Metadaten Einwohnerzahl#Ungültiger Metadaten-Schlüssel 61511) Târguri - Halbenrain (Ungültiger Metadaten-Schlüssel 61506Kategorie:Wikipedia:Fehler in Vorlage Metadaten Einwohnerzahl#Ungültiger Metadaten-Schlüssel 61506) - Klöch (Ungültiger Metadaten-Schlüssel 61509Kategorie:Wikipedia:Fehler in Vorlage Metadaten Einwohnerzahl#Ungültiger Metadaten-Schlüssel 61509) - Mettersdorf am Saßbach (Ungültiger Metadaten-Schlüssel 61510Kategorie:Wikipedia:Fehler in Vorlage Metadaten Einwohnerzahl#Ungültiger Metadaten-Schlüssel 61510) - Sankt Peter am Ottersbach (Ungültiger Metadaten-Schlüssel 61516Kategorie:Wikipedia:Fehler in Vorlage Metadaten Einwohnerzahl#Ungültiger Metadaten-Schlüssel 61516) - Straden (Ungültiger Metadaten-Schlüssel 61517Kategorie:Wikipedia:Fehler in Vorlage Metadaten Einwohnerzahl#Ungültiger Metadaten-Schlüssel 61517) - Tieschen (Ungültiger Metadaten-Schlüssel 61518Kategorie:Wikipedia:Fehler in Vorlage Metadaten Einwohnerzahl#Ungültiger Metadaten-Schlüssel 61518) | Comune - Bierbaum am Auersbach (Ungültiger Metadaten-Schlüssel 61501Kategorie:Wikipedia:Fehler in Vorlage Metadaten Einwohnerzahl#Ungültiger Metadaten-Schlüssel 61501) - Deutsch Goritz (Ungültiger Metadaten-Schlüssel 61502Kategorie:Wikipedia:Fehler in Vorlage Metadaten Einwohnerzahl#Ungültiger Metadaten-Schlüssel 61502) - Dietersdorf am Gnasbach (Ungültiger Metadaten-Schlüssel 61503Kategorie:Wikipedia:Fehler in Vorlage Metadaten Einwohnerzahl#Ungültiger Metadaten-Schlüssel 61503) - Eichfeld (Ungültiger Metadaten-Schlüssel 61504Kategorie:Wikipedia:Fehler in Vorlage Metadaten Einwohnerzahl#Ungültiger Metadaten-Schlüssel 61504) - Gosdorf (Ungültiger Metadaten-Schlüssel 61505Kategorie:Wikipedia:Fehler in Vorlage Metadaten Einwohnerzahl#Ungültiger Metadaten-Schlüssel 61505) - Hof bei Straden (Ungültiger Metadaten-Schlüssel 61508Kategorie:Wikipedia:Fehler in Vorlage Metadaten Einwohnerzahl#Ungültiger Metadaten-Schlüssel 61508) - Murfeld (Ungültiger Metadaten-Schlüssel 61512Kategorie:Wikipedia:Fehler in Vorlage Metadaten Einwohnerzahl#Ungültiger Metadaten-Schlüssel 61512) - Radkersburg Umgebung (Ungültiger Metadaten-Schlüssel 61514Kategorie:Wikipedia:Fehler in Vorlage Metadaten Einwohnerzahl#Ungültiger Metadaten-Schlüssel 61514) - Ratschendorf (Ungültiger Metadaten-Schlüssel 61515Kategorie:Wikipedia:Fehler in Vorlage Metadaten Einwohnerzahl#Ungültiger Metadaten-Schlüssel 61515) - Trössing (Ungültiger Metadaten-Schlüssel 61519Kategorie:Wikipedia:Fehler in Vorlage Metadaten Einwohnerzahl#Ungültiger Metadaten-Schlüssel 61519) - Weinburg am Saßbach (Ungültiger Metadaten-Schlüssel 61520Kategorie:Wikipedia:Fehler in Vorlage Metadaten Einwohnerzahl#Ungültiger Metadaten-Schlüssel 61520) |

|  |